# Kanton Tonnerre
Kanton Tonnerre (fr. Canton de Tonnerre) byl francouzský kanton v departementu Yonne v regionu Burgundsko. Skládal se z 15 obcí. Zrušen byl po reformě kantonů 2014.

## Obce kantonu
- Béru
- Cheney
- Collan
- Dannemoine
- Épineuil
- Fleys
- Junay
- Molosmes
- Serrigny
- Tissey
- Tonnerre
- Vézannes
- Vézinnes
- Viviers
- Yrouerre